# 平山 (日野市)
平山（ひらやま）は、東京都日野市の町名。現行行政地名は、町名地番整理実施区域の平山一丁目から平山六丁目が存在する。

## 地理
日野市の南西部に位置する。
東から時計回りで、日野市南平、日野市程久保、八王子市堀之内、八王子市長沼町、日野市西平山、日野市東平山、日野市豊田、に隣接する。

### 河川
- 浅川 ｰｰｰ 街区北側に存在。

### 地価
住宅地の地価は、2025年（令和7年）1月1日の公示地価によれば、平山1丁目13番3の地点で10万2000円/m2、平山4丁目3番44の地点で19万8000円/m2となっている。

## 世帯数と人口
2025年（令和7年）8月1日現在（日野市発表）の世帯数と人口は以下の通りである。
| 丁目       | 世帯数    | 人口    |
| ---------- | --------- | ------- |
| 平山一丁目 | 252世帯   | 536人   |
| 平山二丁目 | 568世帯   | 1,177人 |
| 平山三丁目 | 793世帯   | 1,604人 |
| 平山四丁目 | 1,177世帯 | 2,193人 |
| 平山五丁目 | 706世帯   | 1,265人 |
| 平山六丁目 | 1,000世帯 | 1,828人 |
| 計         | 4,496世帯 | 8,603人 |

### 人口の変遷
国勢調査による人口の推移。
| 年                 | 人口  |
| ------------------ | ----- |
| 1995年（平成7年）  | 9,608 |
| 2000年（平成12年） | 9,530 |
| 2005年（平成17年） | 9,369 |
| 2010年（平成22年） | 9,339 |
| 2015年（平成27年） | 8,982 |
| 2020年（令和2年）  | 8,717 |

### 世帯数の変遷
国勢調査による世帯数の推移。
| 年                 | 世帯数 |
| ------------------ | ------ |
| 1995年（平成7年）  | 3,687  |
| 2000年（平成12年） | 3,889  |
| 2005年（平成17年） | 4,042  |
| 2010年（平成22年） | 4,201  |
| 2015年（平成27年） | 4,227  |
| 2020年（令和2年）  | 4,297  |

## 学区
市立小・中学校に通う場合、学区は以下の通りとなる（2023年10月時点）。
- 区域 : 一丁目〜六丁目 各全域
  - 小学校 : 日野市立平山小学校
  - 中学校 : 日野市立平山中学校

## 交通

### 鉄道
| 街区内の駅                     |
| ------------------------------ |
| 京王線 - 平山城址公園駅(KO 31) |

### 道路
- 平山通り

## 事業所
2021年（令和3年）現在の経済センサス調査による事業所数と従業員数は以下の通りである。
| 丁目       | 事業所数  | 従業員数 |
| ---------- | --------- | -------- |
| 平山一丁目 | 14事業所  | 17人     |
| 平山二丁目 | 21事業所  | 120人    |
| 平山三丁目 | 29事業所  | 81人     |
| 平山四丁目 | 17事業所  | 85人     |
| 平山五丁目 | 57事業所  | 277人    |
| 平山六丁目 | 40事業所  | 121人    |
| 計         | 178事業所 | 701人    |

### 事業者数の変遷
経済センサスによる事業所数の推移。
| 年                 | 事業者数 |
| ------------------ | -------- |
| 2016年（平成28年） | 170      |
| 2021年（令和3年）  | 178      |

### 従業員数の変遷
経済センサスによる従業員数の推移。
| 年                 | 従業員数 |
| ------------------ | -------- |
| 2016年（平成28年） | 651      |
| 2021年（令和3年）  | 701      |

## 施設

### 平山四丁目
- 日野市立平山小学校
- 日野市立平山中学校

### 平山六丁目
- 宗印寺

## その他

### 日本郵便
- 郵便番号 : 191-0043[3]（集配局 : 日野郵便局[15]）。